# Cortinarius livor
Cortinarius livor är en svampart som beskrevs av Fr. 1838. Cortinarius livor ingår i släktet Cortinarius och familjen spindlingar.   Inga underarter finns listade i Catalogue of Life.